# Великий Німнир (селище)
Великий Німнир (рос. Большой Нимныр) — селище Алданського улусу, Республіки Саха Росії. Входить до складу Міського поселення Алдан.
Населення — 236 осіб (2015 рік).
Селище засноване 1929 року.